# Earias syrticola
Earias syrticola är en fjärilsart som beskrevs av Turati 1926. Earias syrticola ingår i släktet Earias och familjen trågspinnare. Inga underarter finns listade i Catalogue of Life.